# پادشاه چونگسون
پادشاه چونگسون (به کره‌ای: 충선왕)، (زاده: ۱۱۷۵؛ سلطنت: ۱۳۰۸~۱۳۱۳)؛ بیست و ششمین پادشاه گوریو بود. او پسر چونگ نیول بود. او از سال ۱۳۰۸ تا سال ۱۳۱۳ به عنوان پادشاه گوریو حکومت کرد.